# Siergiej Cwir
Siergiej Anatoljewicz Cwir (ros. Сергей Анатольевич Цвир; ur. 8 lutego 1974) – rosyjski zapaśnik w stylu klasycznym.

## Kariera sportowa
Olimpijczyk z Igrzysk w Atlancie 1996, dziesiąty w kategorii 82 kg. Mistrz Świata z 1997, czwarty w 1995. Trzykrotny uczestnik Mistrzostw Europy, złoty medal w 1995, srebrny w 1998 roku. Mistrz Rosji w 1995, 1997 i 1998, drugi w 2000 roku.